# Oberembrach
Oberembrach (toponimo tedesco) è un comune svizzero di 1 069 abitanti del Canton Zurigo, nel distretto di Bülach.

## Storia
Il comune è stato istituito nel 1809 per scorporo da quello di Embrach.

## Società

### Evoluzione demografica
L'evoluzione demografica è riportata nella seguente tabella:
Abitanti censiti

## Geografia antropica

### Frazioni
- Hausen
- Madlikon
- Mühlberg
- Obermettmenstetten
- Oberwagenburg
- Rotenfluh
- Sonnenbühl
- Stigen
- Stürzikon
- Untermettmenstetten
- Unterwagenburg

## Amministrazione
Ogni famiglia originaria del luogo fa parte del cosiddetto comune patriziale e ha la responsabilità della manutenzione di ogni bene ricadente all'interno dei confini del comune.